# Salereine
Die Salereine ist ein Fluss in Frankreich, der im Département Cher in der Region Centre-Val de Loire verläuft. Sie entspringt beim Weiler Le Petit Poisson, im nördlichen Gemeindegebiet von Menetou-Râtel, entwässert generell Richtung Nordwest und mündet nach rund 20 Kilometern im Gemeindegebiet von Vailly-sur-Sauldre als rechter Nebenfluss in die Sauldre.

## Orte am Fluss
(Reihenfolge in Fließrichtung)
- Le Petit Poisson, Gemeinde Menetou-Râtel
- Le Grand Moulin, Gemeinde Subligny
- Subligny
- Les Perrières, Gemeinde Assigny
- Charpignon, Gemeinde Sury-ès-Bois
- Vailly-sur-Sauldre